# NGC 1055
NGC 1055 è una galassia a spirale barrata, relativamente vicina e vista di taglio, situata nella costellazione della Balena, a una distanza di circa 37 milioni di anni luce dalla nostra Via Lattea.

## Scoperta
La galassia è stata scoperta il 18 dicembre 1783 dall'astronomo britannico di origine tedesca William Herschel.

## Descrizione

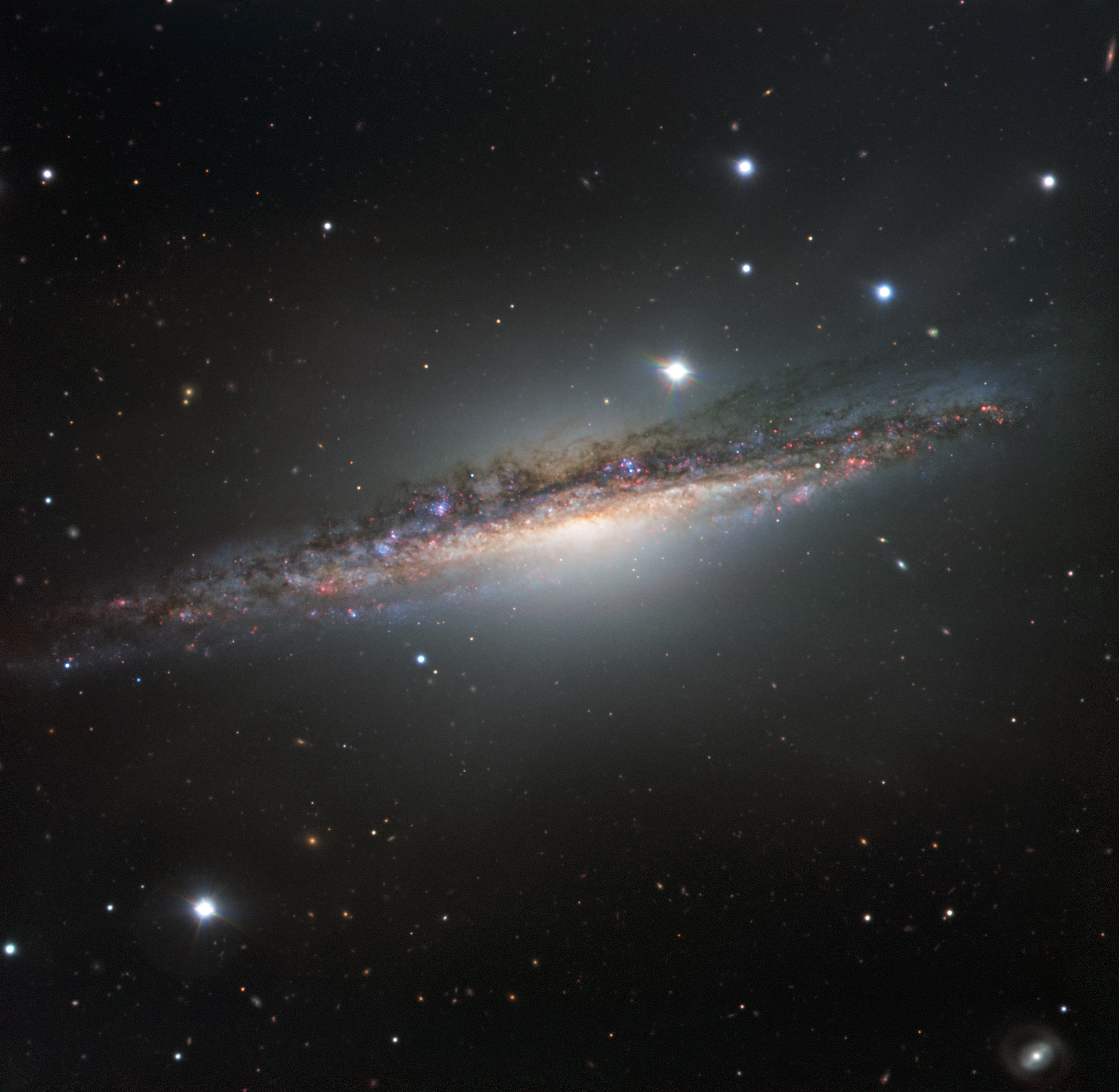
NGC 1055 ripresa dal Very Large Telescope dell'ESO.

NGC 1055 ha una classe di luminosità II presenta una larga riga a 21 cm dell'idrogeno neutro.
È stata utilizzata da Gérard de Vaucouleurs come esempio di galassia di tipo "Sab sp" nel suo atlante di classificazione morfologica delle galassie. È considerata una galassia attiva del tipo Seyfert 2 (Sy 2).
Il database SIMBAD la classifica come galassia LINER, cioè una galassia il cui nucleo presenta uno spettro di emissione caratterizzato da larghe righe di atomi debolmente ionizzati. Il bulbo galattico è attraversato da una larga banda di polvere oscura.
La luminosità di NGC 1055 nell'infrarosso lontano (da 40 a 400 µm) è uguale a 1,00 x 1010 {\displaystyle L_{\odot }}, mentre la luminosità totale nell'infrarosso (da 8 a 1000 µm) è di 1,23 x 1010 {\displaystyle L_{\odot }} (1010,09 {\displaystyle L_{\odot }}).

## Buco nero supermassiccio
In base alle misure di luminosità della banda K dell'infrarosso vicino del bulbo galattico di NGC 1055, si ottiene un valore di 107,0 {\displaystyle M_{\odot }} (10 milioni di masse solari) per il buco nero supermassiccio che si trova al suo centro.

## NGC 1055 e M77
NGC 1055 e M77 sono situate nella stessa regione della sfera celeste e sono due soggetti particolarmente ricercati in astrofotografia. Il periodo migliore per riprendere è durante il mese di settembre, quando si trovano bassi sull'orizzonte dell'emisfero boreale.

## Gruppo di M77
Garcia classifica NGC 1055 come appartenente al Gruppo di NGC 1068 o gruppo di M77. Questo gruppo di galassie contiene almeno sette membri, tra cui M77 (NGC 1068), NGC 1073, UGC 2162, UGC 2275, UGC 2302 e UGCA 44.